# Can Gall (Sant Sadurní d'Osormort)
Can Gall és una masia de Sant Sadurní d'Osormort (Osona) protegida com a Bé Cultural d'Interès Local.

## Descripció
Masia de planta rectangular orientada al sud, de planta baixa, pis i golfes i una coberta de teula àrab de dos aiguavessos amb carener perpendicular a la façana principal. El voladís de la teulada està sostingut per cabirons. La façana principal presenta tres eixos de composició vertical constituïts per obertures d'arc pla, algunes de les quals compten amb brancals i llindes de pedra. La porta principal té una llinda amb la inscripció de la data 1684. A l'últim nivell i centrada s'obre una gran obertura ampitadora d'arc rebaixat. Algunes de les finestres de la masia presenten brancals de maó i llindes de fusta. Davant la façana sud hi ha un pou de pedra.
El parament de les façanes combina diversos materials, de manera que hi ha trams de pedra vista, de ceràmica i fragments arrebossats.